# Vodní šindelna
Vodní šindelna stála pod hrází Maršovského rybníka v obci Zbilidy v okrese Jihlava. Je kulturní památkou České republiky.

## Historie
V 18. století pod hrází rybníka na potoce, který z něj vytéká, stál Točíkův mlýn, který náležel pod velkostatek ve Větrném Jeníkově. V 19. století byl přestavěn na pilu, v níž se řezaly šindele, a obytnou budovu. Šindelna chátrala a obytná budova byla přestavěna na rekreační chalupu.

## Popis
Šindelna byla jednopatrová budova se sedlovou střechou krytou šindelem. Mezi hlavními pilíři, které byly vyzděných z lomového kamene, byly rámy z dřevěných trámů, které byly pobity vodorovnými prkny.  Ve výšce dva metry na pilířích je obvodová stěna, která je svisle bedněná do výše 1,2 m. Také štíty byly bedněné. Na vazných trámech byla nesena konstrukce technického zařízení. Součástí byla jáma pro výrobu šindele v dusané podlaze. Zařízení bylo poháněno vodním kolem na svrchní vodu o průměru 2,94 m a šířce 0,85 m.